# Орден Военной Чести
Орден Воинской Чести – высшая военная награда Сирийской Арабской Республики.

## История
Орден Воинской Чести был учреждён законодательным декретом № 166 от 4 июля 1953 года в 4 классах для вознаграждения военнослужащих за храбрость и лидерство на поле боя. По статуту награды орден вручается последовательно от низшего класса к высшему. В исключительных случаях, орден может быть вручен иностранным гражданам, а орденом первого класса могут быть награждены иностранные офицеры – начальники штабов.
Нередко орден наименовался «Медалью Воинской Чести», а также «Орденом Почётного легиона».

## Степени
- Орден Первого класса
- Орден Второго класса
- Орден Третьего класса
- Орден Четвёртого класса

## Описание

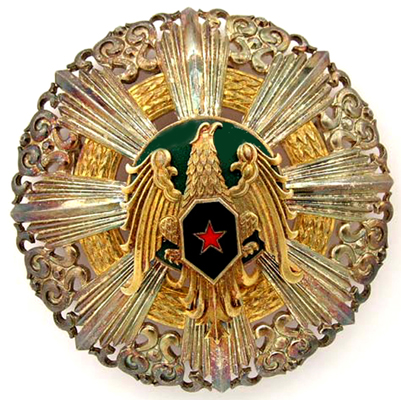
Звезда ордена 1 класса

Знак ордена представляет собой серебряную восьмиконечную звезду, лучи которой формируются из пучка разновеликих двугранных заострённых лучиков, наложенной на золотой лавровый венок. В центре звезды круглый медальон зелёной эмали. На звезду, со смещением вниз, наложен серебряный сирийский орёл с пятиконечной звездой красной эмали в семиугольном щите чёрной эмали на груди.
Знак при помощи кольца крепится к орденской ленте.
Звезда ордена Первого класса представляет собой знак ордена с увеличенными лучами звезды между которыми серебряные штралы растительного орнамента.
Лента ордена муаровая светло-красного цвета с зелёными полосками 5 мм шириной, на 4 мм отступающие от края.